# Championnat de Syrie de football 2022-2023
Navigation
Saison précédente Saison suivante
La saison 2022-2023 du Championnat de Syrie de football est la cinquante-deuxième édition du championnat de première division en Syrie. Les douze meilleurs clubs du pays sont regroupés au sein d'une poule unique où ils s'affrontent deux fois au cours de la saison, à domicile et à l'extérieur. En fin de saison, les deux derniers du classement sont relégués.
Le Tishreen SC est le tenant du titre.

## Les clubs participants
- Al-Karamah SC
- Al Ittihad Alep
- Hutteen SC
- Al Taliya Hama
- Al Wahda Club
- Tishreen SC
- Al Wathba Homs
- Al Jaish Damas
- Jableh SC
- Al Futuwa Deir ez-Zor
- Al-Jazeera SC - promu de D2
- Al Majd Damas - promu de D2

## Compétition
Le barème utilisé pour établir les différents classement est le suivant :
- Victoire : 3 points
- Match nul : 1 point
- Défaite : 0 point

### Classement
| Rang | Équipe                | Pts | J  | G  | N  | P  | Bp | Bc | Diff |
| ---- | --------------------- | --- | -- | -- | -- | -- | -- | -- | ---- |
| 1    | Al Futuwa Deir ez-Zor | 43  | 20 | 13 | 4  | 3  | 31 | 13 | +18  |
| 2    | Al Ittihad Alep       | 42  | 20 | 12 | 6  | 2  | 21 | 9  | +12  |
| 3    | Jableh SC             | 35  | 20 | 9  | 8  | 3  | 31 | 16 | +15  |
| 4    | Tishreen SCT C        | 33  | 20 | 8  | 9  | 3  | 14 | 8  | +6   |
| 5    | Al Wathba Homs        | 31  | 20 | 8  | 7  | 5  | 23 | 15 | +8   |
| 6    | Al Jaish Damas        | 29  | 20 | 7  | 8  | 5  | 26 | 18 | +8   |
| 7    | Al-Karamah SC         | 20  | 20 | 4  | 8  | 8  | 13 | 19 | -6   |
| 8    | Al Wahda Club         | 16  | 20 | 3  | 7  | 10 | 12 | 23 | -11  |
| 9    | Al Taliya Hama        | 15  | 20 | 1  | 12 | 7  | 11 | 21 | -10  |
| 10   | Hutteen SC            | 14  | 20 | 2  | 8  | 10 | 13 | 31 | -18  |
| 11   | Al Majd Damas P       | 12  | 20 | 3  | 3  | 14 | 18 | 40 | -22  |
| 12   | Al-Jazeera SC P       | 0   | 0  | 0  | 0  | 0  | 0  | 0  | 0    |

|  | Qualification pour la Coupe de l'AFC 2023-2024                                        |
|  | Relégation en deuxième division                                                       |
|  | Forfait                                                                               |
|  | T : Tenant du titre C : Vainqueur de la Coupe de Syrie P : Promu de deuxième division |

## Bilan de la saison
| Championnat de Syrie de football 2022-2023 |                                  |
| Champion                                   | Al Futuwa Deir ez-Zor (3e titre) |
| Qualifications continentales               |                                  |
| Ligue des champions de l'AFC 2023-2024     | aucun                            |
| Coupe de l'AFC 2023-2024                   | Al Futuwa Deir ez-Zor            |
| Promotions et relégations                  |                                  |
| Promus en Syrian League                    |                                  |
| Relégués en 1st Division                   | Al Majd Damas                    |
| Relégués en 1st Division                   | Al-Jazeera SC                    |